# St. Michael (Dahlenburg)

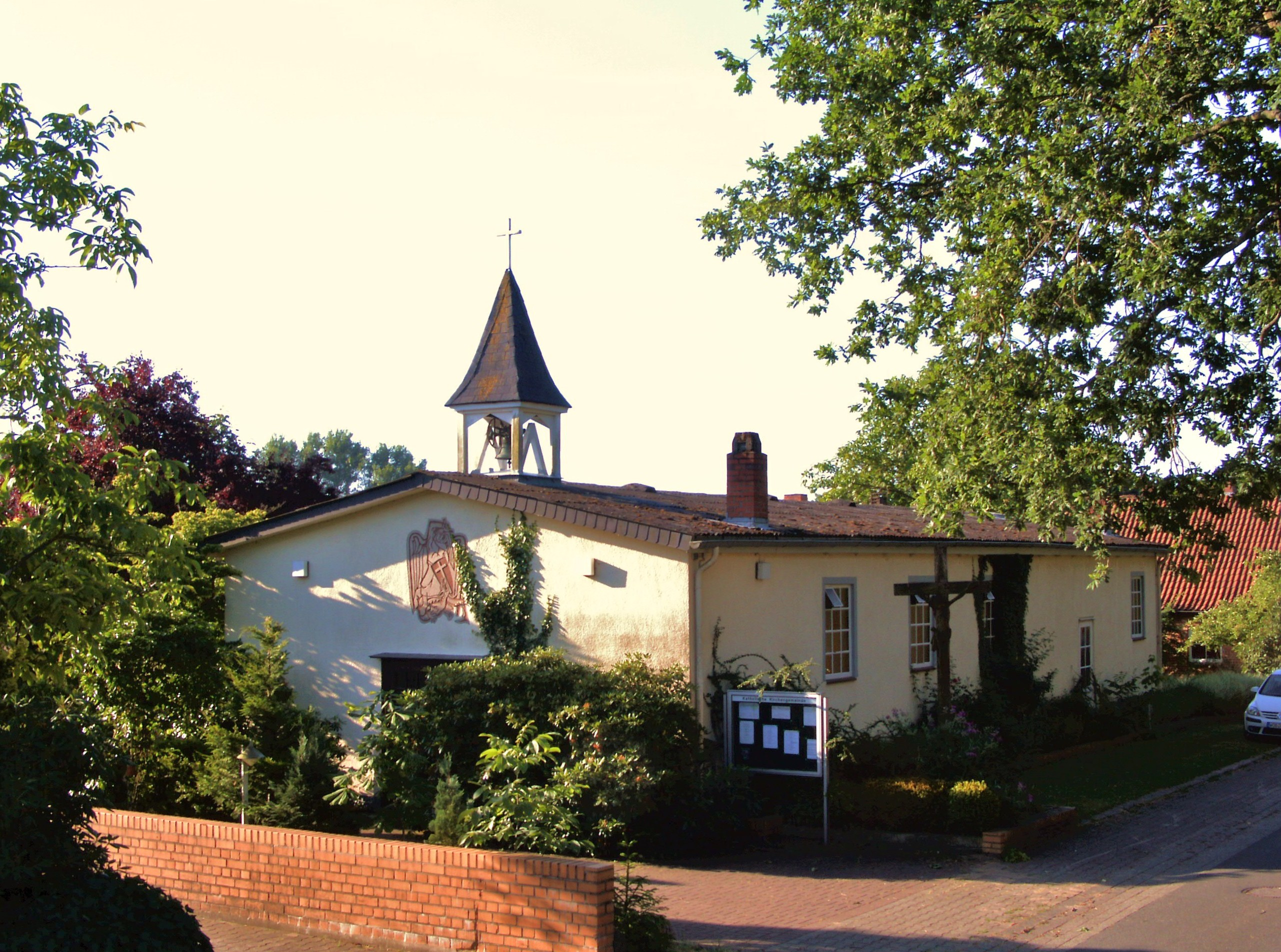
St.-Michael-Kirche

Sankt Michael ist die römisch-katholische Kirche in Dahlenburg, einem Flecken im Landkreis Lüneburg in Niedersachsen. Sie ist eine Filialkirche der Pfarrgemeinde „St. Maria Königin vom hl. Rosenkranz“ mit Sitz in Bleckede, im Dekanat Lüneburg. Die nach dem Erzengel Michael benannte Kirche ist die letzte noch in Betrieb befindliche Barackenkirche aus der frühen Nachkriegszeit im Bistum Hildesheim.

## Geschichte
In Dahlenburg führte Ernst I., Herzog zu Braunschweig-Lüneburg, 1527 die Reformation ein. Dadurch wurden die Bevölkerung und die beiden Kirchen von Dahlenburg, die Johanniskirche und die in der Franzosenzeit profanierte Laurentiikirche, die bis dahin zum Bistum Verden gehörten, protestantisch.
Im Zuge der Flucht und Vertreibung Deutscher aus Mittel- und Osteuropa infolge des Zweiten Weltkriegs vergrößerte sich die Zahl der Katholiken in Dahlenburg erheblich. Kurz nach 1945 begann sich eine katholische Kirchengemeinde zu bilden, zunächst war Dahlenburg eine Gottesdienststation und ein Seelsorgebezirk der Lüneburger Pfarrgemeinde „St. Marien“. Die Gottesdienste fanden zunächst in einem Gasthaus statt, dann in einer evangelischen Kirche. 1948 wurde der Pallottiner Pater Viktor Kaluza mit der Seelsorge in Dahlenburg beauftragt.
Das Grundstück einer aufgegebenen Zimmerei wurde vom Bistum Hildesheim angekauft, das Wohnhaus wurde zum Pfarrhaus, das Grundstück bot noch Platz für einen Kirchenbau. Mit Schreiben vom 15. Dezember 1950 gliederte Bischof Joseph Godehard Machens aus der Pfarrvikarie Lüneburg-Land die Pfarrvikarie Dahlenburg aus, die Pfarrvikarie Dahlenburg gehörte weiterhin zur Lüneburger Pfarrgemeinde „St. Marien“.
Eine in Brietlingen stehende Baracke des Reichsarbeitsdienstes, die nach Kriegsende von der Britischen Besatzungsmacht als Kasino genutzt worden war, wurde angekauft, in Brietlingen abgebaut und in Dahlenburg wieder aufgestellt. Die Wände der ursprünglich hölzernen Baracke wurden in Dahlenburg in Eigenleistung der Gemeindemitglieder in Massivbauweise errichtet. Am 2. September 1951 fand die Grundsteinlegung statt, und am 1. November 1951 folgte die Benediktion der neu errichteten Kirche durch Generalvikar Wilhelm Offenstein. Damals gehörten zum Einzugsgebiet der Kirche rund 2500 Katholiken. Am gleichen Tag weihte Bischof Joseph Godehard Machens die Kirche „Mariä Himmelfahrt“ im auf der anderen Seite der Elbe gelegenen Neuhaus. Machens und Offenstein waren gemeinsam mit einem Auto aus Hildesheim angereist.
1968 bekam „St. Michael“ mit der neuerbauten Kirche „St. Maria Königin vom hl. Rosenkranz“ eine Filialkirche in Bleckede. Am 1. Oktober 1980 wurde die katholische Kirchengemeinde Dahlenburg eingerichtet, bis dahin gehörte Dahlenburg noch als Pfarrvikarie zur Lüneburger Pfarrgemeinde „St. Marien“.
2002 wurde die Kirche in Bleckede zur Pfarrkirche erhoben, seitdem gehört die Kirche „St. Michael“ als Filialkirche zur Pfarrgemeinde „St. Maria Königin vom hl. Rosenkranz“ in Bleckede.

## Architektur und Ausstattung
Die in rund 43 Meter Höhe über dem Meeresspiegel gelegene Kirche steht am Meisenweg gegenüber dem seit 1881 dort bestehenden Friedhof von Dahlenburg, auf dem Grundstück Lüneburger Landstraße 28. Sie ist als letzte noch in Betrieb befindliche Barackenkirche aus der frühen Nachkriegszeit ein seltenes architektonisches Zeugnis der bescheidenen Anfänge der katholischen Kirche in den ländlichen Diasporagebieten des Bistums Hildesheim.
Das an der Nord-Süd-Achse ausgerichtete Kirchengebäude wird von einem Dachreiter bekrönt und durch ein Portal an der Nordseite erschlossen. Ihre Glocke kam von einem Glockenfriedhof in Hamburg und hing vorher in Naumburg, nach anderer Quelle in Namslau, in Schlesien. Über dem Eingangsportal stellt ein Relief den Erzengel Michael im Kampf mit dem Drachen dar. Das Kirchengestühl lässt einen Mittelgang frei. Über dem Eingang zeigt eine Darstellung das Abendmahl Jesu, neben dem Eingang ist der Beichtstuhl angeordnet. Der eingezogene Altarraum wird von einem Kruzifix dominiert.